# Wygiełzów (województwo małopolskie)
Wygiełzów – wieś sołecka w Polsce położona w województwie małopolskim, w powiecie chrzanowskim, w gminie Babice.
| SIMC    | Nazwa    | Rodzaj    |
| ------- | -------- | --------- |
| 0212050 | Lipowiec | część wsi |

W latach 1975–1998 miejscowość należała administracyjnie do województwa katowickiego.
Na terenie Wygiełzowa znajduje się Nadwiślański Park Etnograficzny.